# ア・ハード・デイズ・ナイト (曲)
「ア・ハード・デイズ・ナイト」（A Hard Day's Night）は、ビートルズの楽曲である。発売当初の邦題は「ビートルズがやって来るヤァ!ヤァ!ヤァ!」（ビートルズがやってくる ヤァ ヤァ ヤァ）。レノン＝マッカートニー名義となっているが、実質的にはジョン・レノンによって書かれた楽曲である。1964年7月にシングル盤として発売され、イギリスや日本などで発売されたシングル盤のB面には「今日の誓い」、アメリカで発売されたシングル盤のB面には「恋する二人」が収録された。
本作は、ビートルズ初の主演映画『ビートルズがやって来るヤァ!ヤァ!ヤァ!』のテーマ曲であり、イギリス盤公式オリジナル・アルバム『ハード・デイズ・ナイト』の表題曲にしてオープニング・ナンバーでもある。シングル盤は、1964年8月の全英シングルチャートで3週連続首位、アメリカのBillboard Hot 100で2週連続首位を獲得した。

## 背景
曲のタイトルは、後に発売された「エイト・デイズ・ア・ウィーク」や「トゥモロー・ネバー・ノウズ」と同様、リンゴ・スターが呟いた一言に由来している。1964年にデイブ・ハルとのインタビューで、「その日は一晩中働きどおしだった。僕は思わず「It was a hard day...（なんて忙しい日）」と口走って辺りを見渡したら、暗くなっていたから「（日じゃない）夜だ！」と言った。そこから『A Hard Day's Night』というタイトルが生まれた」と語っている。
スターの発言が、映画のタイトルの由来ともなっており、作曲にも影響を与えることとなった。1980年の『プレイボーイ』誌のインタビューで、レノンは本作について「車で帰宅する途中に、リチャード・レスターが「リンゴが言ってた"Hard Day's Night"を映画のタイトルにするのはどうだろうか」と提案してきた。僕の本の『In His Own Write』でもリンゴの思い付きを拝借したことがある。文法的には間違ってるんだけど、リンゴ独特の言い回しなんだ。リンゴは決してウケを狙ってるんじゃなくて、自然にそういうことを言える男だった。とにかくレスターが「タイトルにしよう」と提案したから、僕は翌朝には曲にした」と語っている。
しかし、1994年の『ザ・ビートルズ・アンソロジー』のインタビューで、マッカートニーはスターの一言を映画のタイトルにすることを決めたのはバンド側とし、「映画がほとんど撮り終わって、映画のタイトルを考えるという楽しい作業は初めてのことだった。僕らはトゥイッケナム・フィルム・スタジオでブレインストーミングをして、そこでいつだったかリンゴが呟いた一言が話題に挙がった。リンゴは少し文法から外れたことを言うことがあって、誰でもそういうことはあるけど、リンゴの言葉はすごく気が利いていて、詩的なんだ。彼の間違いはある種の「魔術」だった。リンゴはコンサートが終わった後、「It's been a hard day's night（なんて忙しい日の夜なんだ）」って言ったんだ」と語っている。

## 曲の構成
曲は、ジョージ・ハリスンがリッケンバッカー・360/12で弾いたオープニング・コードから始まる。プロデューサーのジョージ・マーティンによると「映画とサウンドトラックの両方でオープニング・ナンバーとなる曲だから、特に強くインパクトのあるオープニングにしたかった。あの不協和音のギター・コードは完璧なオープニングだった」と語っている。
曲の冒頭でハリスンが弾いたコードについて議論が生じており、G7add9sus4やG7sus4、G11sus4などの説があるほか、2004年にはダルハウジー大学の教授であるジェイソン・ブラウンがフーリエ変換を使用して本作のオープニング・コードを分析し、マーティンが弾いたピアノの音が含まれていると発表した。さらに2012年にはリーズ大学のケヴィン・ヒューストンがブラウンの研究結果を反論するかたちで、レノンのアコースティック・ギターとハリスンのリッケンバッカー・360/12で弾いたものと結論付けた。
ドミニク・ペドラーは、オープニング・コードは、メンバー4人とジョージ・マーティンが演奏したものとしており、使用楽器とコードについて以下のように挙げている。
- ジョージ・ハリスン：リッケンバッカー・360/12で弾いたFadd9
- ジョン・レノン：ギブソン・J-160Eで弾いたFadd9
- ポール・マッカートニー：ヘフナー・500-1で弾いたD音
- リンゴ・スター：スネアドラムとライド・シンバル
- ジョージ・マーティン：スタインウェイ製のグランドピアノで弾いたD2-G2-D3

なお、ハリスンは2001年2月15日に、本作のオープニング・コードはFadd9で弾いたものと明かしている。
本作のキーはGメジャーに設定されており、4分の4拍子となっている。「キャント・バイ・ミー・ラヴ」や「ユー・キャント・ドゥ・ザット」と似た構成になっており、間奏が2つのブリッジにはさまれている。ハリスンは、アウトロでオープニング・コードを分散させたアルペジオを弾いている。これは、本作が映画のための楽曲であるため、マーティンがメンバーに次の場面につながるようにする重要性を強調したことによるもの。
レノンはヴァースでリード・ボーカルを務め、ブリッジ（「When I'm home / everything seems to be right（家に帰ると、なにもかもうまくいってるみたい）」から始まる箇所）はレノン曰（）く「ちょっと高すぎた」ことからマッカートニーが歌っている。

## レコーディング
ビートルズは、1964年4月16日に「ア・ハード・デイズ・ナイト」のレコーディングを行なった。レコーディングはEMIレコーディング・スタジオのスタジオ2で行われ、ジョージ・マーティンがプロデュースを手がけた。「ア・ハード・デイズ・ナイト」は、作曲、リハーサル、レコーディングが24時間以内に行われた楽曲となっている。トラック1に基本的なリズムを録音し、トラック2にレノンの1つ目のボーカル、トラック3にレノンの2つ目のボーカルとマッカートニーのバッキング・ボーカル、ボンゴ、ドラム、アコースティック・ギター、トラック4にアウトロのギター・パートとマーティンのピアノが録音された。テイク2と3は、いずれもレノンが曲の冒頭で演奏ミスをした失敗テイクとなっている。
ノーマン・スミスが「テイク4」と告げる前に、レノンがカウント・インして最後まで演奏することができたが、ハリスンがギターソロをうまく弾くことができず、この部分は後からオーバー・ダビングすることで解決した。ハリスンのギターソロは、間奏はテープを半速で回して、ハリスンがリッケンバッカー・360/12で弾いたギターのフレーズとマーティンが弾いたピアノを録音したもの。
本作は9テイク録音され、テイク9が「ベスト」とされた。4月20日に映画のサウンドトラック用にモノラル・ミックスとステレオ・ミックスが作成され、同月23日にLP用のモノラル・ミックス、6月22日にステレオ・ミックスが作成された。発売されたモノラル・ミックスは、シングルとアルバムで曲の長さが異なり、シングルに収録のミックスの方が少し早めにフェード・アウトして終わる。なお、ステレオ・ミックスは、モノラル・ミックスよりも長い。

## リリース・評価
「ア・ハード・デイズ・ナイト」は、アメリカで1964年6月26日にユナイテッド・アーティスツ・レコードより発売された『A Hard Day's Night』のオープニング・トラックとして発売され、後にシングル盤として発売された。
本作のシングル盤は、イギリスで1964年7月10日に発売され、B面には「今日の誓い」が収録された。A面・B面共に同日に発売されたオリジナル・アルバム『ハード・デイズ・ナイト』にも収録された。1964年7月18日付の全英シングルチャートで初登場3位を記録し、7月25日付の同チャートで第1位を獲得した。シングル盤は8月8日の同チャートまで3週連続で第1位を獲得した。
アメリカでもシングル盤が1964年7月13日に発売されたが、B面が「恋する二人」に差し替えられた。アメリカで発売されたシングル盤は、同年8月1日付のBillboard Hot 100で第1位を獲得し、翌週までの2週連続で第1位を獲得した。
その後イギリスで1966年に発売された『オールディーズ』にも収録され、解散後に発売された『ザ・ビートルズ1962年〜1966年』、『ザ・ビートルズ/グレイテスト・ヒッツ』、『リヴァプールより愛を込めて ザ・ビートルズ・ボックス』、『リール・ミュージック』、『20グレイテスト・ヒッツ』、『ザ・ビートルズ1』などのコンピレーション・アルバムにも収録された。また、1977年に発売された『ザ・ビートルズ・スーパー・ライヴ!』には1965年8月30日のハリウッド・ボウル公演でのライブ音源、1994年に発売された『ザ・ビートルズ・ライヴ!! アット・ザ・BBC』には1964年7月16日に放送された『Top Gear』での音源、1995年に発売された『ザ・ビートルズ・アンソロジー1』にはテイク1が収録された。また、シルク・ドゥ・ソレイユのショーのサウンドトラック・アルバム『LOVE』では、2曲目の「ゲット・バック」で本作のオープニング・コードが使用された。
2004年に『ローリング・ストーン』誌が発表した「オールタイム・グレイテスト・ソング500」で154位、2008年に同誌が発表した「100 Greatest Guitar Songs Of All Time」で22位、さらに2020年に同誌が発表した「100 Greatest Beatles Songs」で11位、『ギター・ワールド』誌が選ぶ「The greatest 12-string guitar songs of all time」で17位に選ばれている。

## クレジット
※出典
- ジョン・レノン - ダブルトラックのボーカル（ヴァース）、エレクトリック & アコースティック・ギター（リズムギター）
- ポール・マッカートニー - ダブルトラックのボーカル（ミドルエイト）、ハーモニー・ボーカル、ベース
- ジョージ・ハリスン - 12弦ギター（リードギター）
- リンゴ・スター - ドラム、ボンゴ、カウベル
- ジョージ・マーティン - ピアノ、プロデュース

## チャート成績

### 週間チャート
| チャート (1964年)                   | 最高位 |
| ----------------------------------- | ------ |
| オーストラリア (Kent Music Report)  | 1      |
| ベルギー (Ultratop 50 Wallonia)     | 8      |
| ベルギー (Ultratop 50 Flanders)     | 4      |
| カナダ トップシングルス (RPM)       | 1      |
| オランダ (Single Top 100)           | 1      |
| ドイツ (GfK Entertainment charts)   | 2      |
| アイルランド (IRMA)                 | 1      |
| ニュージーランド (Lever Hit Parade) | 1      |
| ノルウェー (VG-lista)               | 1      |
| 南アフリカ (Springbok)              | 1      |
| スウェーデン (Kvällstoppen Chart)   | 1      |
| UK シングルス (OCC)                 | 1      |
| US Billboard Hot 100                | 1      |
| US Cash Box Top 100                 | 1      |

| チャート (1984年)   | 最高位 |
| ------------------- | ------ |
| UK シングルス (OCC) | 52     |

| チャート (2015年)                     | 最高位 |
| ------------------------------------- | ------ |
| Sweden Heatseeker (Sverigetopplistan) | 20     |

### 月間チャート
| チャート (1964年)                           | 最高位 |
| ------------------------------------------- | ------ |
| 日本 (ミュージック・マンスリー洋楽チャート) | 3      |

### 年間チャート
| チャート (1964年)                       | 順位 |
| --------------------------------------- | ---- |
| 南アフリカ (Springbok)                  | 14   |
| UK シングルズ (Official Charts Company) | 5    |
| US Billboard Hot 100                    | 13   |
| US Cash Box                             | 18   |

## 認定
| 国/地域                                                       | 認定   | 認定/売上数 |
| ------------------------------------------------------------- | ------ | ----------- |
| イギリス (BPI)                                                | Silver | 200,000     |
| アメリカ合衆国 (RIAA)                                         | Gold   | 1,000,000^  |
| ^ 認定のみに基づく出荷枚数 · 認定のみに基づく売上数と再生回数 |        |             |

## ライブでの演奏
ビートルズは、1965年に行われたライブまで本作をセットリストに加えていた。
マッカートニーは、2016年の「One on One」ツアーで、ビートルズが1965年8月31日のデイリーシティ公演で演奏して以来51年ぶりに演奏した。なお、ビートルズ解散後に本作をライブで演奏したのは、同ツアーが初となる。また、マッカートニーは2018年に『レイト×2ショー with ジェームズ・コーデン』の企画の一環で訪れたフィルハーモニック・パブで、本作をライブ演奏した。

## カバー・バージョン
本作は、多数のアーティストによってカバーされており、特にピーター・セラーズによるカバー・バージョンは、1965年12月29日にシングル盤として発売され、全英シングルチャートで最高位14位を獲得した。
日本では弘田三枝子（1966年発売のEP盤『ロック・アンド・ロール・ミュージック』）、ちわきまゆみ（1988年に発売されたトリビュート・アルバム『抱きしめたい』）、つんく♂（2000年に発売されたNHK-BSの企画によるビートルズのカバー・アルバム『A HARD DAY'S NIGHT つんくが完コピーやっちゃったヤァ!ヤァ!ヤァ! Vol.1』）らによってカバーされた。